# 木下延由
木下 延由（きのした のぶよし）は、江戸時代前期の旗本交代寄合。豊臣秀吉の正室・高台院の一族である木下氏で、豊後国日出藩主の四男。通称は八蔵、縫殿助。別名に延次。
大坂城落城による豊臣家滅亡の後、豊臣秀頼が薩摩に落ち延び、その庶子の豊臣国松が延由の正体であるとする異説を、日出藩主の直系子孫が語り継いでいる。（後述）

## 略歴
日出藩初代藩主である木下延俊の四男として誕生した。
母は延俊の側室の恵昌院（賀井の方）で広田氏の出。庶子であり、同腹に4人の妹がいる。異母兄に日出藩2代藩主の俊治がいる。
寛永19年（1642年）5月9日、父の遺領のうち豊後国速見郡立石5,000石を分知された。
6月1日に徳川家光に拝謁し、領地に赴くことを許された（交代寄合）。正保3年（1646年）に初めて領地に入った。
万治元年（1658年）没、享年49。法名、江岸殿月渕良照居士。泉岳寺に葬られる。家は子の延知が継いだ。

## 異説
延由の正体は、豊臣秀頼の庶子・国松だとする異説がある。
木下家18代当主にあたる木下俊𠘑は、同家に伝わる一子相伝の口伝をもとに、昭和43年（1968年）に豊臣家九州逃亡譚を集めた『秀頼は薩摩で生きていた』を刊行した。
相伝によれば、「秀頼公の一子・国松君は大坂城落城の際、真田大助らと共に四国路を薩摩国に逃れ、伊集院兼貞の庇護のもとにあった」とされる。俊𠘑は伊集院兼貞は誤伝であり、伊集院は地名で、虚無僧の集落であって、人物は伊地知兼貞であったとする。
徳川の治世が確固となった後は、この地も危うくなったので、親族の日出藩に身を寄せることにして、領内南端の豊後深江の浜に着船させ、日ノ出城に入ったとする。高台院の甥にあたる藩主の延俊は、八蔵という百姓のような名になっていた国松を縫殿助と改め、木下家に迎え入れ、すでに嫡男（長男と次男は早世のため三男）がいたので、縫殿助は二代俊治の弟となった。
同説では、縫殿助（延由）は慶長19年（1614年）11月9日の生まれで、同年10月27日生まれ俊治とは年子で12日違いとなる。
延俊は寛永19年（1642年）1月7日に66歳で没するが、江戸屋敷で息を引き取る前に家老の長沢市之丞に遺言を残しており、「嫡男俊治を二代藩主とすること。そして弟の縫殿助には日出領内の立石郷1万石を分封させ、その際に、羽柴姓を名乗らせて名を延由にせよ」というものだった。日出藩は3万石しかなく1万石を分封すれば大名家の格下げになるため、家老の長沢は「5千石の分封承り申した」と主張を続けて、立石郷5千石に留まることになった。
この形で初代藩主の遺言として幕府に願い出でられて、結局、三年後に立石藩5千石が正式に許可された。家老として日出藩の立場を守った市之丞は、延宝元年（1673年）、延俊の死から31年も経って、主命の背いたことをわびた遺書を残して切腹した。伝承に拠れば、延由の正体を知った長沢が「亡き主君の意志を理解し得ず、君命に背いてしまった」と悔恨したためともいう。
立石郷の木下家菩提寺である長流寺には、延由のものとされる位牌が納められている。位牌には菱に十文字の家紋が印され、俗名には「木下縫殿助豊臣延由」とある。同寺の過去帳では、延由の享年は45となる。
前川和彦は、立石羽柴家が「豊臣姓」を名乗ることは本来はありえないことで、延由たる国松が秀吉の嫡孫たる誇りを持っていたに違いなく、そして位牌は幕府の目を警戒して長流寺の奥深くに秘蔵されてきたのではないかと述べている。高橋敏は、豊臣姓を名乗ることは本藩木下家にも許されていなかったとし、幕府も隠密の調べによって、延由が実は国松であると知っていながら、わざと見ぬ振りをしていたのではないかと述べている。
ただし、江戸幕府の命で延俊・延由在世中に作成された『寛永諸家系図伝』や『寛政重修諸家譜』では、日出藩・足守藩・延次（延由）の家系はすべて豊臣氏として扱われており、父家定は木下氏への改姓とともに豊臣姓を称したとされている。

## 系譜
- 父：木下延俊（1577年-1642年）
- 母：恵昌院（広田氏） - 賀井の方
- 正室：大久保忠常養女（?-1652年） - 里見忠義の娘
- 継室：小浜嘉隆娘
  - 男子：木下延知（名は「のぶとも」。1644年-1678年。享年35。新太郎、内匠）-母は大久保忠常養女（里見忠義の娘）。立石領主を継承（2代立石領主）。記録では家系は1923年まで存続が確認できる。妻は坂部広利の娘。
  - 男子（生母不明）：江坂延明（名は「のぶあきら」。宗四郎、紀四郎）-内藤紀伊守家臣・江坂正由の養子。
  - 生母不明の二女あり

## 子孫
息子・延知以降、嫡流では実の昆孫である俊隆の代までが男系で続き、家統上では1923年、義理の雲孫の子である俊清の養子の娘・ちか姫の代まで存続している。また、『細川家家臣略系譜』によると、傍流では4代立石領主・栄俊の弟・俊允が延俊の五男・俊之の孫である俊親の養子に入り、その血筋が少なくとも1869年まで確認が取れる（右衛門大夫延俊-三郎左衛門俊之-平馬-三郎左衛門俊親-俊允（木下栄俊の子）-廣之助-平馬-嘉納-勇-渋八-孫一郎-哲太-嘉納と続いたとされる）。